# Лягушатник (картина Моне)
«Лягушатник» (фр. Bain à la Grenouillère) — картина французского художника Клода Моне, написанная им в 1869 году. На картине изображён «Остров цветочных горшков», также известный как Камамбер, и сходни к La Grenouillère, плавучему ресторану и пункту проката лодок на Сене в Круасси-сюр-Сен. Пьер Огюст Ренуар в том же 1869 году написал одноимённую картину на почти идентичный сюжет.

## История
Моне написал 25 сентября 1869 года в письме своему коллеге-художнику Фредерику Базилю : «У меня есть мечта — написать купальни Ла-Гренуйера, для которых я сделал несколько плохих набросков (pochades), но это только мечта. Пьер-Огюст Ренуар, который только что провёл здесь два месяца, тоже хочет написать такую картину». Моне и Ренуар, оба отчаянно бедные, в то время были довольно близкими друзьями.

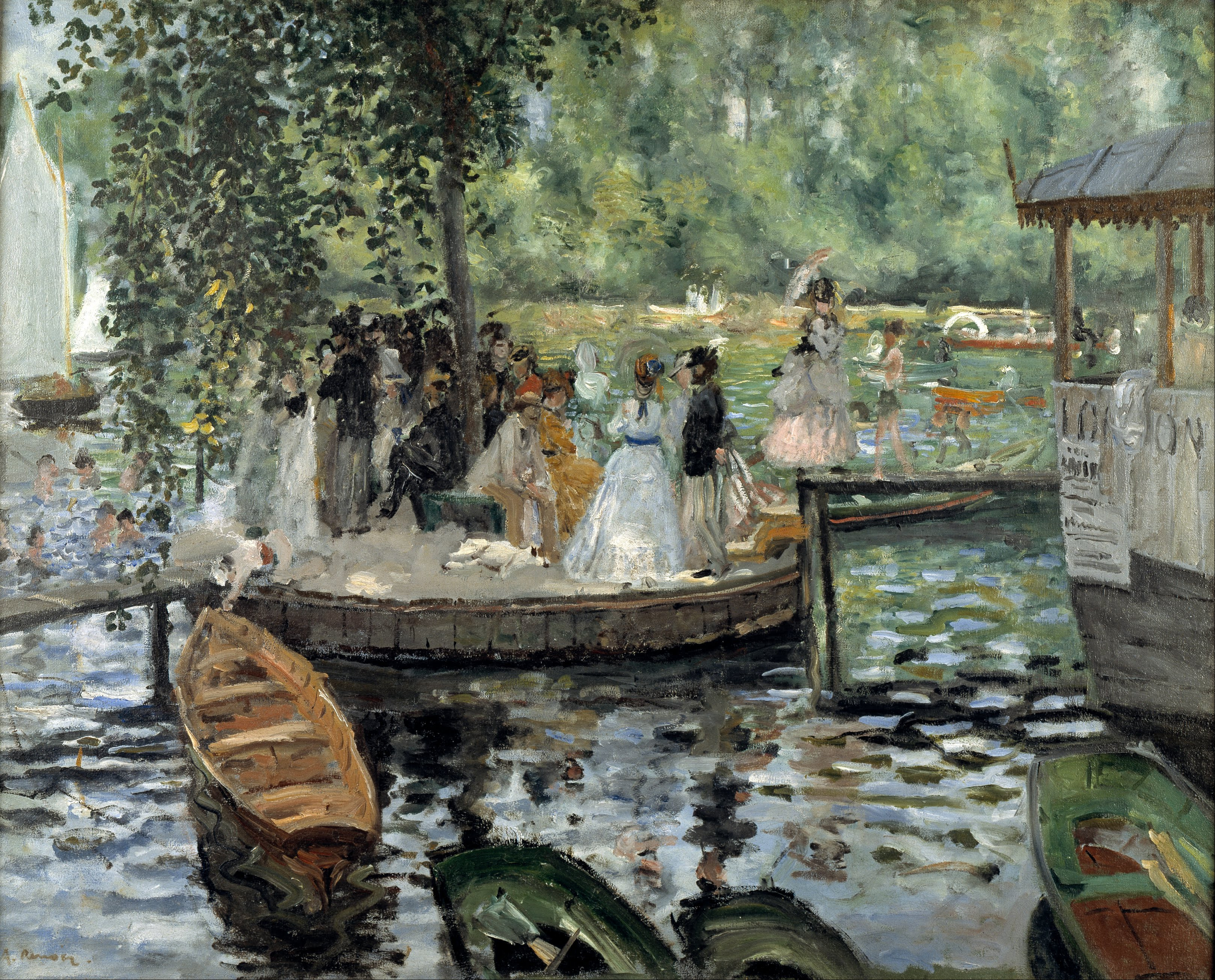
Пьер Огюст Ренуар. «Лягушатник». 1869. Холст, масло. 66 х 81 см

«Лягушатник» Моне из Метрополитен-музея и его работа «Купальщицы в Гренуйере» («Купальщицы в Лягушатнике»), хранящаяся в Лондонской национальной галерее, вероятно, являются «набросками», упомянутыми в письме Моне. Картина большего размера, ныне утерянная, но ранее находившаяся в собрании Арнхольда в Берлине, вероятно, могла быть той «картиной», о которой он мечтал.
Широкие, смелые мазки этих холстов, выполненных на натуре, отражают быструю, эскизную манеру письма. Для более продуманных, тематических картин Моне в то время искал более тонкую и тщательно откалиброванную поверхность.
Почти идентичная композиция на тот же сюжет Ренуара, «Лягушатник», находится в Национальном музее в Стокгольме. Два друга, несомненно, работали бок о бок.

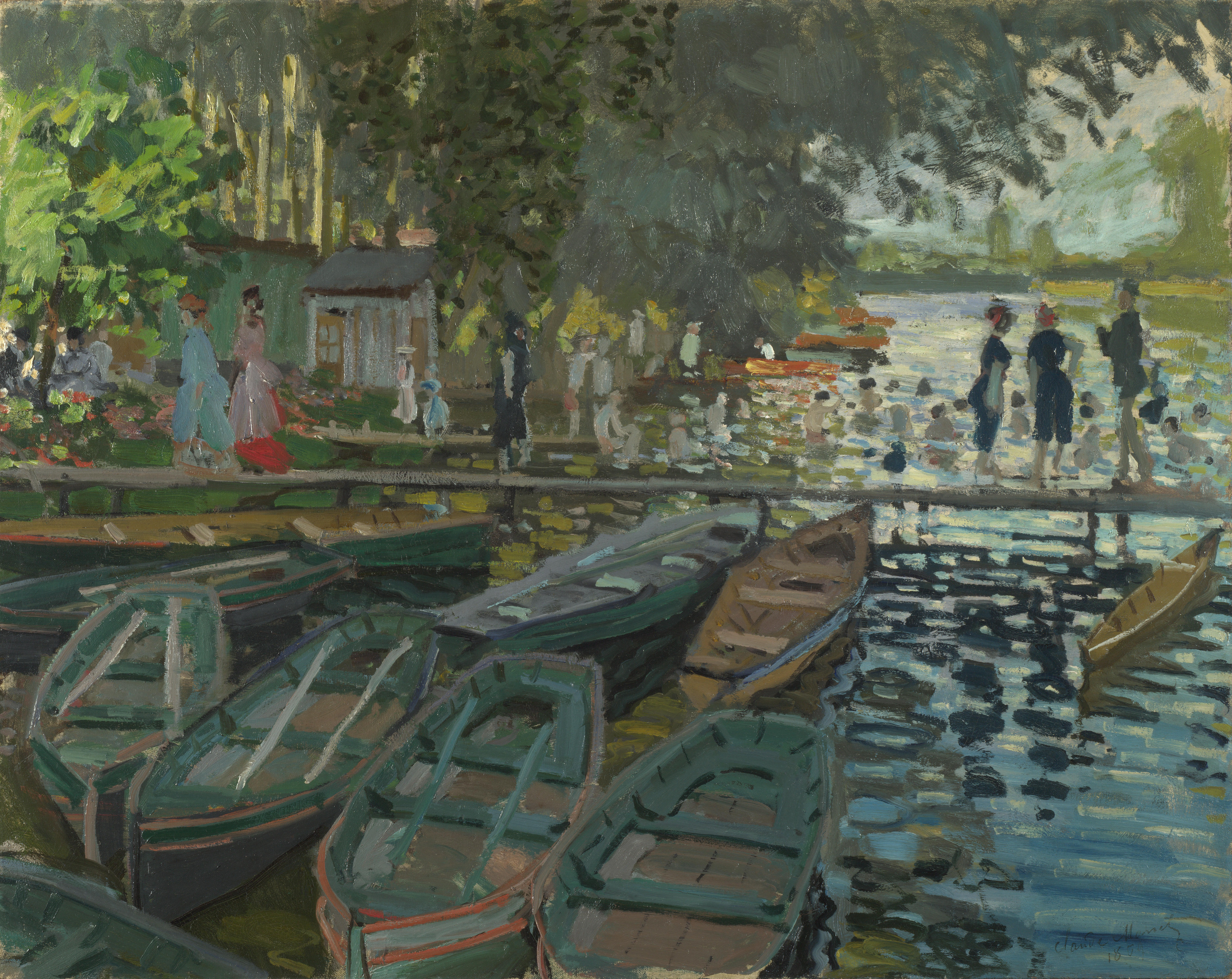
Клод Моне «Купальщицы в Гренуйере». 1869. Холст, масло, 74,6 x 99,7 см

Гренуйер («Лягушатник») был популярным курортом среднего класса, состоящим из купален, лодочного комплекса и плавучего кафе. Оптимистично рекламируемый как «Трувиль-сюр-Сен», он располагался на берегу Сены недалеко от Буживаля, до него было легко добраться поездом из Парижа, и его недавно удостоил своим визитом император Наполеон III с женой и сыном. При этом «Лягушатник» получил своё название благодаря тому, что здесь в большом количестве собирались девицы лёгкого поведения, так называемые «лягушки»; «то не были настоящие проститутки, а скорее род эмансипированных девиц, характерных для парижских нравов того времени».
Гренуйер — место действия новеллы Ги де Мопассана 1881 года «Жена Поля».

## Описание
Как и в своей более ранней картине «Терраса в Сент-Адрессе», Моне сосредоточился на повторяющихся элементах — ряби на воде, листве, лодках, человеческих фигурах — чтобы сплести ткань мазков, которые, хотя и выразительно, но сохраняют сильное описательное качество.
Необычно выглядит и сюжет этой картины — благодаря контрасту: здесь можно увидеть самые разные классы — людей из высшего общества в окружении «среднего класса» и простых работников кафе.
Люди на картине одеты по моде второй половины шестидесятых годов девятнадцатого века — на дамах кринолиновые юбки, а джентльмены в светлых брюках и высоких шляпах.
Картину разделяет на две равные части отражение дерева: на одной половине изображение людей, на второй красота и величие природы.

## Провенанс
Картина поступила в нью-йоркский Метрополитен-музей в 1929 году по завещанию миссис Дж. Х. Хавемейер.